# Elizabeth Robinsonová
Elizabeth "Betty" Robinsonová (23. srpna 1911 Riverdale, Illinois – 18. května 1999 Denver, Colorado) byla americká atletka, sprinterka, dvojnásobná olympijská vítězka.

## Sportovní kariéra
Jako šestnáctiletá startovala v roce 1928 na olympiádě v Amsterdamu, kde se stala nejmladší olympijskou vítězkou v běhu na 100 metrů. Druhou medaili – stříbrnou – vybojovala jako členka štafety USA na 4 x 100 metrů. 2. června 1928 vytvořila světový rekord na 100 metrů časem 12,0, který byl překonán až o čtyři roky později. V roce 1931 utrpěla těžké zranění při leteckém neštěstí. I když jí lékaři nedávali velké naděje na úplné uzdravení, dokázala se vrátit ke sportu a v roce 1936 získala zlatou olympijskou medaili jako členka štafety USA na 4x 100 metrů.